# Oecanthus immaculatus
Oecanthus immaculatus är en insektsart som beskrevs av Bruner, L. 1906. Oecanthus immaculatus ingår i släktet Oecanthus och familjen syrsor. Inga underarter finns listade i Catalogue of Life.